# Nafissa Khanum
Prinsessan Nafissa Khanum, död 14 juli 1958, var en irakisk prinsessa, mor till Iraks siste tronföljare, kronprins Abd al-Ila'h, och mormor till kung Faisal II av Irak.

## Biografi
Nafissa Khanum var dotter till emir Abdullah bin Muhammad Pasha, Sharif och emir av Mecka, och gifte sig 1906 med kung Ali ibn Hussein av Hijaz. Familjen lämnade Hejaz 1925 och bosatte sig först i Jordanien och sedan i Irak. Hennes dotter gifte sig med kung Ghazi av Irak, och hennes sonson Faisal II blev kung 1939.
Monarkin avskaffades efter 14 julirevolutionen 1958. Omkring klockan 08:00 på morgonen attackerades kungliga palatset al-Rahab i Bagdad av kuppmakarna. Endast en liten lojal truppstyrka försvarade palatset, och då dessa insåg att det skulle bli omöjligt att evakuera monarken och tronföljaren, gick man efter förhandlingar med på att överlämna kungafamiljen och sätta dem i förvar på försvarsministeriet. Kungafamiljen, bestående av kungen, kronprinsen, prinsessan Hiyam (kronprinsens maka), prinsessan Nafeesa (kronprinsens mor), prinsessan Abadiya (kungens moster och tronföljarens syster), samt några medlemmar av palatsets personal lämnade då palatset via köket. När de passerade köksträdgården genom rader av soldater tillhöriga kuppmakarna öppnade dessa eld och samtliga medlemmar av det kungliga följet sköts i en massaker.
Kungen sköts i huvudet och nacken, medan kronprinsen, Nafeesa och Abadiya alla träffades i ryggen, och Hiyam i benet eller höften. Massakern beskrivs som spontan och utlöst av att en av de närvarande kaptenerna började skjuta, vilket fick även övriga soldater att delta i skottlossningen. Kuppmakarna hade endast kommit överens om att kronprinsen och premiärministern vid något tillfälle skulle avrättas, men delade meningar hade rått om kungens öde, och inga beslut hade fattats om de kvinnliga medlemmarna av kungafamiljen.
Kropparna efter massakern fördes sedan in i väntande bilar för att transporteras till försvarsministeriet. Kungen och prinsessorna Abadiya och Hiyam ska fortfarande ha varit vid liv under transporten, men kungen avled på vägen innan vård hann ges. Under transporten stoppades bilarna och kungens och kronprinsens lik togs ut. Kungens lik blev sedan upphängt, medan kronprinsens lik drogs naket genom gatorna, stympades och brändes.